# Лейк-Текаквіта (Міссурі)
Лейк-Текаквіта (англ. Lake Tekakwitha) — селище (англ. village) в США, в окрузі Джефферсон штату Міссурі. Населення — 230 осіб (2020).

## Географія
Лейк-Текаквіта розташований за координатами 38°26′33″ пн. ш. 90°43′4″ зх. д. / 38.44250° пн. ш. 90.71778° зх. д. (38.442423, -90.717745).  За даними Бюро перепису населення США в 2010 році селище мало площу 0,73 км², з яких 0,63 км² — суходіл та 0,10 км² — водойми.

## Демографія
Згідно з переписом 2010 року, у селищі мешкали 254 особи в 115 домогосподарствах у складі 60 родин. Густота населення становила 347 осіб/км².  Було 136 помешкань (186/км²).
Расовий склад населення:
| - 97,2 % — білих - 1,2 % — азіатів |

До двох чи більше рас належало 1,6 %. Частка іспаномовних становила 0,4 % від усіх жителів.
За віковим діапазоном населення розподілялося таким чином: 20,5 % — особи молодші 18 років, 68,9 % — особи у віці 18—64 років, 10,6 % — особи у віці 65 років та старші. Медіана віку мешканця становила 40,9 року. На 100 осіб жіночої статі у селищі припадало 120,9 чоловіків;  на 100 жінок у віці від 18 років та старших — 127,0 чоловіків також старших 18 років.
Середній дохід на одне домашнє господарство  становив 55 301 долар США (медіана — 51 250), а середній дохід на одну сім'ю — 64 968 доларів (медіана — 56 250). Медіана доходів становила 39 063 долари для чоловіків та 34 375 доларів для жінок. За межею бідності перебувало 14,6 % осіб, у тому числі 25,8 % дітей у віці до 18 років та 3,8 % осіб у віці 65 років та старших.
Цивільне працевлаштоване населення становило 137 осіб. Основні галузі зайнятості: освіта, охорона здоров'я та соціальна допомога — 24,1 %, виробництво — 17,5 %, мистецтво, розваги та відпочинок — 16,1 %.